# Det Samfundsvidenskabelige Fakultet (Københavns Universitet)
 For alternative betydninger, se Det Samfundsvidenskabelige Fakultet. (Se også artikler, som begynder med Det Samfundsvidenskabelige Fakultet)
Det Samfundsvidenskabelige Fakultet er et fakultet ved Københavns Universitet med 7 institutter og centre. Undervisnings- og administrationsbygninger er beliggende i Københavns Indre By.

## Fakultetets historie
Det Samfundsvidenskabelige Fakultet har sin rod i det oprindelige Juridiske Fakultet.
Ved grundlæggelsen af Københavns Universitet i 1479 var jura et af de fire oprindelige fakulteter. I 1736 fik fakultetet som det andet fakultet indført embedseksaminer. Dette skete 61 år efter Det Teologiske Fakultet, som fik eksamen indført i 1675, men 52 år før den blev indført i de resterende fakulteter i 1788.
Der blev tilføjet et nyt fag, statsvidenskab/økonomi, til fakultetet i 1848, og ved samme lejlighed blev det reorganiseret og blev til Det Rets- og Statsvidenskabelige Fakultet. Sociologi blev tilføjet fakultetet i 1955, som igen skiftede navn i 1970 til Det Samfundsvidenskabelige Fakultet. Antropologi/etnologi blev tilføjet i 1973, mens Samfundsfag og Statskundskab blev det i 1980.
I 1994 skilte de retsvidenskabelige fag sig ud fra Det Samfundsvidenskabelige Fakultet og blev et selvstændigt fakultet, Det Juridiske Fakultet.
Psykologisk Institut blev i 2004 overført fra Det Humanistiske Fakultet. 

## Institutter og centre
- Center for Anvendt Datalogi
- Institut for Antropologi
- Institut for Psykologi
- Institut for Statskundskab
- Nordisk Institut for Asienstudier (NIAS)
- Sociologisk Institut
- Økonomisk Institut